# Franco Battistelli
Franco Battistelli (Fano, 14 novembre 1934 – Fano, 24 maggio 2020) è stato uno storico e bibliotecario italiano, per diversi anni direttore e presidente della Biblioteca Federiciana di Fano.

## Biografia
Svolse il ruolo di insegnante fino al 1994, ma già a partire dal 1972 ricevette la carica di Direttore della "Biblioteca Federiciana" e del Museo e "Pinacoteca civica" di Fano. Nel 1961 era stato eletto socio della Deputazione di Storia Patria per le Marche. Nello stesso anno ottenne il premio Paul Harris Fellow  per "l'impegno Culturale nel Campo della ricerca Letteraria, Storica e Artistica". L'Amministrazione Comunale di Fano gli attribuì come "storico" il premio annuale del 2007, "La Fortuna d'Oro". Dal 2009 fu nel "Consiglio d'Amministrazione"(CdA), della Fondazione "Teatro della Fortuna".

## Opere
Fra le sue pubblicazioni sono da ricordare soprattutto quelle che riguardano i teatri marchigiani;
- Luoghi storici del teatro d'opera nelle Marche, Roma, Fratelli Palombi Editori, (1999).
- Le marche dei teatri, ;Ancona: Regione Marche,comprende 2 volumi scritti a cura di Pier Luigi Cavellati e Franco Battistelli, fotografie di Macerata,Pesaro, Urbino, Ascoli -Piceno e Macerata a cura di Maurizio Buscarini. Milano,editore Skira,1999-2000.
- L'antica chiesa e il convento di Santa Maria Nuova in San Lazzaro, in "La chiesa di Santa Maria Nuova a Fano: dalle origini agli ultimi restauri", a cura di Gianni Volpe e Silvano Bracci, Fano, Carifano, Fondazione Cassa di Risparmio di Fano, 2009, p. 45-48.
- Il teatro nelle Marche: architettura, scenografia e spettacolo a cura di Fabio Mariano; scritti di Franco Battistelli, Fabio Mariano, Alberto Pellegrino; prefazione di Anna Maria Matteucci, Jesi, Banca delle Marche: Fiesole: Nardini (realizzazione editoriale), 1997 (stampa 1997-1998).
- La Chiesa di San Domenico a Fano : dalle origini all'ultimo restauro, a cura di Gianni Volpe; saggi e schede di Franco Battistelli, pubblicazione,Fano:"Fondazione cassa di risparmio di Fano", 2007.
- Il teatro nelle marche: architettura, scenografia e spettacolo Il teatro nelle marche:architettura, scenografia e spettacolo a cura di Fabio Mariano; scritti di Franco Battistelli, Fabio Mariano, Alberto Pellegrino; prefazione di Anna Maria Matteucci, Jesi, Banca delle Marche : Fiesole: Nardini (realizzazione editoriale),1997.
- Fano romana : itinerario archeologico, testi di Franco Battistelli; Pubblicazione:Fano,1989: Amministrazione Comunale di Fano, 1989.
- Giacomo Torelli : note biografiche e bibliografiche / Franco Battistelli; Pubblicazione: Notiziario di informazione sui problemi cittadini, 1978
- Fano medievale :a cura di Francesco Milesi; testi di Franco Battistelli, Fano 1997.
- Da ricordare anche la costante collaborazione ai numeri annuali del volume-supplemento Fano (1966-1984) e, come Direttore, di "Nuovi studi Fanesi" e il ruolo di curatore per la Banca Popolare Pesarese della prima edizione e stampa dell'inedita "Guida Storico-Artistica di Fano" di Stefano Tomani Amiani (1982).